# سونیک ریوالز ۲
سونیک ریوالز ۲ یا سونیک رقبا ۲ (به انگلیسی: Sonic Rivals 2) بازی ویدئویی مسابقه‌ای محصول سال ۲۰۰۷ و دنبالهٔ سونیک ریوالز می‌باشد.